# Lilla Agnsjö
Lilla Agnsjö är en sjö i Borås kommun i Västergötland och ingår i Viskans huvudavrinningsområde.